# Mario Tremblay
Pour les articles homonymes, voir Tremblay.
Mario Tremblay, né le 2 septembre 1956 à Alma, Québec au Canada, est un joueur professionnel et un entraîneur de hockey sur glace de la Ligue nationale de hockey.

## Carrière

### Carrière de joueur
Mario Tremblay, dit le « bleuet bionique », a pratiqué le hockey mineur à Alma. Son surnom provient du journaliste au journal Le Quotidien (Saguenay), Pierre Bourdon. Il a surnommé ce joueur de ce sobriquet a plusieurs reprises dans des articles pour démontrer ses talents offensifs. Tremblay a commencé sa carrière junior en évoluant pour le Bleu-Blanc-Rouge de Montréal durant deux ans dans la Ligue de hockey junior majeur du Québec. En 1973-74, il connaît sa meilleure saison en carrière, toutes ligues confondues, en produisant 100 points et 49 buts. Durant cette saison, il connaît une partie de 7 points (2 buts et 5 passes). Choisi au repêchage amateur de la LNH 1974 au premier tour (12e choix) par les Canadiens de Montréal, Mario Tremblay a joué toute sa carrière dans l'uniforme de la formation montréalaise, de 1974 à 1986. Avant de commencer sa carrière dans la Ligue nationale de hockey, il évolue dans la Ligue américaine de hockey avec les Voyageurs de la Nouvelle-Écosse durant 15 parties. Son grand moment dans sa carrière est d'avoir marqué le but gagnant permettant aux Canadiens de Montréal de gagner la Coupe Stanley en 1978. Comme autre grand moment, il y a la passe faite à Yvon Lambert permettant aux Canadiens d'éliminer les Bruins de Boston en demi-finale des séries éliminatoires de 1979. Grâce à cette victoire, les Canadiens ont atteint la finale de la Coupe Stanley pour une quatrième année consécutive.

### Carrière d'entraîneur
Après avoir œuvré au sein de la presse électronique pendant quelques années, il succède à Jacques Demers à la barre du Tricolore en 1995, devenant le 23e entraîneur de l'équipe. Il demeure à ce poste jusqu'à sa démission en 1997.
Le 2 décembre 1995, il demande à Patrick Roy de rester à son poste de gardien après neuf buts marqués par les Red Wings de Détroit. Au terme de l'altercation, le gardien, après être passé devant son entraîneur, se retourne pour annoncer à Ronald Corey, alors président de l'équipe, que son association avec les Canadiens de Montréal était terminée. Ce célèbre épisode amena l'échange de Roy qui quitta définitivement Montréal pour se joindre à l'Avalanche du Colorado.
Malgré cet incident malheureux, Tremblay connaît une bonne fin de saison à la barre du Canadien, cumulant une fiche de 40-27-6. En séries, le Canadien affronte les Rangers de New York. Malgré deux victoires coup sur coup lors des matchs 1 et 2, les Canadiens de Montréal sont éliminés en six rencontres. L'année 1996-1997 est en revanche catastrophique tant pour Tremblay que pour le Canadien. L'équipe connaît des ratés importants tout au cours de la saison et la compétence de Tremblay est maintes fois remise en question. De plus, le jeune entraîneur vit une relation extrêmement difficile avec les journalistes montréalais, plus particulièrement avec Réjean Tremblay du quotidien La Presse et Bertrand Raymond du Journal de Montréal.
Mario Tremblay a remis sa démission le 30 avril 1997. Au dire de plusieurs, le président de l'équipe de l'époque, Ronald Corey, l'aurait exigé après une saison où l'équipe avait dû traverser plusieurs crises importantes, comme lorsque certains joueurs, sous le couvert de l'anonymat, ont confié au journaliste de La Presse Mathias Brunet que l'adjoint de Tremblay, Yvan Cournoyer, ne montrait pas selon eux les compétences nécessaires pour occuper un tel poste dans la Ligue nationale de hockey.
En 2000, Mario Tremblay n'a pu résister à la tentation de se retrouver derrière un banc de la Ligue nationale en acceptant de devenir l'adjoint de Jacques Lemaire avec le Wild du Minnesota.
Le 5 juin 2009, le Wild du Minnesota annonce qu'il ne serait pas de retour avec l'équipe la saison prochaine.
En 2009 il reste l'adjoint de Jacques Lemaire mais chez les Devils du New Jersey.
En 2010, il met fin à sa carrière d'entraîneur et rejoint le réseau RDS en tant qu'analyste de hockey lors des parties des Canadiens de Montréal et lors de l'émission L'antichambre.

### Analyste et carrière dans les médias
Tremblay a commencé sa carrière dans le monde des médias en devenant commentateur pour l'émission La Soirée du hockey à Radio-Canada en 1986. Étant blessé, le soir où les Canadiens remportèrent la Coupe Stanley, il fait l'analyse avec Gilles Tremblay et Richard Garneau. Il a, après ce séjour à la société d'état, sa propre émission à TVA : "Hors-Jeu" avec Michel Beaudry après la diffusion des matchs à ce réseau. Ancien analyste à CJMS, il redevient analyste après 12 ans d'absence, à l'automne 2010 sur les ondes de RDS pour la nouvelle saison 2010-2011 de la LNH, il anime l'émission Les Poids Lourds du Retour au 96,9 CKOI en compagnie de Patrick Marsolais et Charles Lafortune. Il collabore également aux Amateurs de sports au 98,5 FM et à l'émission l'Antichambre à RDS,. Il fait aussi beaucoup de publicités pour des entreprises et pour des organismes de tourisme de sa région.
Le 5 juin 2023, il annonce sa retraite médiatique.

## Parenté dans le sport
Mario Tremblay est l'oncle de Pascal Trépanier.

## Statistiques
| Saison     | Équipe                       | Ligue      |     | Saison régulière | Saison régulière | Saison régulière | Saison régulière | Saison régulière |    | Séries éliminatoires | Séries éliminatoires | Séries éliminatoires | Séries éliminatoires | Séries éliminatoires |
| Saison     | Équipe                       | Ligue      | PJ  | B                | A                | Pts              | Pun              | PJ               | B  | A                    | Pts                  | Pun                  |                      |                      |
| 1972-1973  | Bleu-Blanc-Rouge de Montréal | LHJMQ      | 56  | 43               | 37               | 80               | 155              | -                | -  | -                    | -                    | -                    |                      |                      |
| 1973-1974  | Bleu-Blanc-Rouge de Montréal | LHJMQ      | 47  | 49               | 51               | 100              | 154              | -                | -  | -                    | -                    | -                    |                      |                      |
| 1974-1975  | Voyageurs de Nouvelle-Écosse | LAH        | 15  | 10               | 8                | 18               | 47               | -                | -  | -                    | -                    | -                    |                      |                      |
| 1974-1975  | Canadiens de Montréal        | LNH        | 63  | 21               | 18               | 39               | 108              | 11               | 0  | 1                    | 1                    | 7                    |                      |                      |
| 1975-1976  | Canadiens de Montréal        | LNH        | 71  | 11               | 16               | 27               | 88               | 10               | 0  | 1                    | 1                    | 27                   |                      |                      |
| 1976-1977  | Canadiens de Montréal        | LNH        | 74  | 18               | 28               | 46               | 61               | 14               | 3  | 0                    | 3                    | 9                    |                      |                      |
| 1977-1978  | Canadiens de Montréal        | LNH        | 56  | 10               | 14               | 24               | 44               | 5                | 2  | 1                    | 3                    | 16                   |                      |                      |
| 1978-1979  | Canadiens de Montréal        | LNH        | 76  | 30               | 29               | 59               | 74               | 13               | 3  | 4                    | 7                    | 13                   |                      |                      |
| 1979-1980  | Canadiens de Montréal        | LNH        | 77  | 16               | 26               | 42               | 105              | 10               | 0  | 11                   | 11                   | 14                   |                      |                      |
| 1980-1981  | Canadiens de Montréal        | LNH        | 77  | 25               | 38               | 63               | 123              | 3                | 0  | 0                    | 0                    | 9                    |                      |                      |
| 1981-1982  | Canadiens de Montréal        | LNH        | 80  | 33               | 40               | 73               | 66               | 5                | 4  | 1                    | 5                    | 24                   |                      |                      |
| 1982-1983  | Canadiens de Montréal        | LNH        | 80  | 30               | 37               | 67               | 87               | 3                | 0  | 1                    | 1                    | 7                    |                      |                      |
| 1983-1984  | Canadiens de Montréal        | LNH        | 67  | 14               | 25               | 39               | 112              | 15               | 6  | 3                    | 9                    | 31                   |                      |                      |
| 1984-1985  | Canadiens de Montréal        | LNH        | 75  | 31               | 35               | 66               | 120              | 12               | 2  | 6                    | 8                    | 30                   |                      |                      |
| 1985-1986  | Canadiens de Montréal        | LNH        | 56  | 19               | 20               | 39               | 55               | -                | -  | -                    | -                    | -                    |                      |                      |
| Totaux LNH | Totaux LNH                   | Totaux LNH | 852 | 258              | 326              | 584              | 1 043            | 101              | 20 | 29                   | 49                   | 187                  |                      |                      |

| Saison    | Équipe                | Ligue |    | PJ | V  | D  | N      | % V                     |  | Séries éliminatoires |
| 1995-1996 | Canadiens de Montréal | LNH   | 77 | 40 | 27 | 10 | 58,4 % | Défaite au premier tour |  |                      |
| 1996-1997 | Canadiens de Montréal | LNH   | 82 | 31 | 36 | 15 | 47,0 % | Défaite au premier tour |  |                      |

## Trophées et récompenses
- Gagnant de 5 coupes Stanley (1976, 1977, 1978, 1979, 1986).
- Gagnant de la Coupe Molson chez les Canadiens de Montréal pour la saison 1982-83.

## Autres
Mario Tremblay est également propriétaire de la brasserie Bar-restaurant Mario Tremblay  à Alma, depuis 1981. Il a été honoré par sa ville natale, où l'aréna locale a été rebaptisée Centre Mario-Tremblay. Il offre aussi ses services de conférencier.